# Revue française de go
Ne doit pas être confondu avec Revue française de gestion.
La Revue française de go (souvent abrégée en RFG, ou, pour certains anciens numéros, Go-RFG) est une publication actuellement tri-annuelle sur le jeu de go, éditée et distribuée depuis 1978 avec le soutien de la Fédération française de go.

## Historique
Après plusieurs tentatives irrégulières de publications à partir de 1970, une association « Revue française de go » est fondée à Rouen en 1978 par une petite équipe, composée de François Petitjean (directeur de publication), Gérard Gabella, Pascal Reysset et Jérôme Hubert, rejointe bientôt par Jean-Pierre Lalo, qui en deviendra le directeur de publication  ; le siège de l'association se déplacera à Nantes, puis à Paris ; d'abord indépendante puis associée à la Fédération française de go (FFG) et soutenue par elle, la revue passe sous son contrôle direct en 1999. Elle est publiée essentiellement sans interruption, d'abord trimestriellement, puis six fois par an et finalement trois fois par an, atteignant son numéro 152 en février 2021.

## Format et contenu
Initialement publiée au format in-octavo sur 32 puis 64 pages, la revue paraît sur 32 pages au format A4, avec une couverture couleur, à partir du numéro 127 (décembre 2011). Elle contient des actualités sur la vie du go français et international, des parties commentées, et des articles techniques généralement constitués de longues séries sur un thème (yose, tsumego, josekis d'invasion au point 3-3, etc.). Parmi ses contributeurs réguliers figurent plusieurs pédagogues officiels de la FFG, comme Fan Hui, In-Seong, Dai Junfu ou Motoki Noguchi.